# NawaRo Straubing
Unter dem Namen NawaRo Straubing nimmt seit 2012 eine Frauen-Volleyballmannschaft aus Straubing am Spielbetrieb der Volleyball-Bundesliga GmbH teil. Aktuell spielt die Mannschaft in der 2. Bundesliga Pro und wird von der Nawaro Volleyball GmbH & Co. KG  betrieben. Zwischen 2012 und 2023 war der Trägerverein der FTSV Straubing und seit 2023 der Verein NawaRo Straubing.

## Vorgeschichte
Ende der 1990er Jahre schlossen sich die Frauen des VC Straubing dem FTSV an und starteten gemeinsam in der Regionalliga Südost. Zur Saison 2003/04 schaffte die Mannschaft den Aufstieg in die 2. Bundesliga und konnten in der Südstaffel der Liga zweimal den Klassenerhalt erreichen. Nach der Saison 2005/06 stieg die Mannschaft als Drittletzter ab. Trotz des Abstieges entschied sich der Verein dazu, den Spielbetrieb der ersten Mannschaft in die FTSV Volleyball GmbH auszulagern. Nachdem man in der Regionalliga Südwest meist einen Platz in der oberen Tabellenhälfte belegte, sicherte man sich in der Saison 2010/11 den Meistertitel und stieg erneut in die 2. Bundesliga auf. In der Saison 2011/12 wurde das Team zu Beginn von Mathias Eichinger trainiert. Während der Saison musste er aber den Verein verlassen, und unter Interimstrainer Heiko Koch schaffte die Straubinger Mannschaft mit dem elften Platz den Klassenerhalt in der Südstaffel der 2. Bundesliga.

## Geschichte
Zur Saison 2012/13 kam es zur Neuausrichtung der 1. Mannschaft. Als Bekenntnis zur Region – insbesondere Straubing, der Stadt der Nachwachsenden Rohstoffe – nahm die erste Mannschaft den Namen NawaRo Straubing an. Mit dem neuen Trainer Andreas Urmann, welcher von den Fighting Kangaroos Chemnitz nach Straubing wechselte, erreichte die Mannschaft am Saisonende den sechsten Platz. In der darauffolgenden Saison sicherte man sich die Meisterschaft in der Südstaffel der 2. Bundesliga. Aus wirtschaftlichen Gründen verzichte man zunächst auf den Aufstieg. Nachdem man in der Saison 2014/15 den Meistertitel verteidigen konnte, nahm man den Aufstieg in die Bundesliga wahr. Die von Guillermo Gallardo trainierte Mannschaft gab am 21. Oktober 2015 ihr Debüt in der Bundesliga und konnte das Spiel gegen den USC Münster mit 3:0 gewinnen. Während der Saison bekam die Mannschaft aufgrund von fehlenden Wirtschaftlichkeitsnachweisen sechs Punkte abgezogen und beendete die Saison auf dem elften und damit auf einem Abstiegsplatz. Schlussendlich musste die 2014 in NawaRo Sport & Marketing GmbH umbenannte Spielbetriebs-GmbH im März 2016 Insolvenz anmelden und wurde schlussendlich 2020 aufgelöst.
Als Reaktion wurde die NawaRo Spielbetriebs UG als neuer Betreiber der Volleyballmannschaft gegründet. In der Saison 2016/17 startete man in der Südstaffel der 2. Bundesliga und beendete die Saison hinter den Allgäustrom Volleys Sonthofen und den VC Printus Offenburg auf dem dritten Platz. Die folgende Spielzeit beendete Straubing auf dem zweiten Tabellenplatz hinter dem VC Printus Offenburg. Weil die Mannschaft aus Offenburg auf den Aufstieg in das Volleyball-Oberhaus verzichtete, kehrte NawaRo Straubing zur Saison 2018/19 in die Bundesliga zurück. Die von Benedikt Frank trainierte Mannschaft spielte erneut gegen den sportlichen Abstieg. Vor allem durch die vier Siege gegen VC Olympia Berlin und Schwarz-Weiss Erfurt sowie durch den überraschenden Auswärtssieg gegen den Dresdner SC schaffte die Mannschaft aus Straubing den Klassenerhalt. Zur Saison 2019/20 konnte man sich u. a. mit Magdalena Gryka auf der Zuspielposition und Julia Schaefer als Außenangreiferin verstärken. Nachdem in 20 Spielen 24 Punkte erzielt werden konnten, stand der achte Tabellenplatz und damit die Playoff-Teilnahme bereits fest. Doch aufgrund der Covid-19-Pandemie wurde die Saison am 12. März 2020 abgebrochen. Die darauffolgende Saison war stark durch die Pandemie geprägt. So spielte man den Großteil der Spiele ohne Zuschauer. In 20 Spielen der Hauptrunde konnte NawaRo Straubing 22 Punkte sammeln. Darunter fällt auch der 3:0-Heimsieg gegen den späteren Playoff-Finalisten Allianz MTV Stuttgart. Resultat war der siebte Platz in der Hauptrundentabelle und somit die erstmalige Teilnahme an den Playoffs. Dort verlor man allerdings jeweils glatt mit 0:3 gegen Stuttgart und schied somit im Viertelfinale aus.
Zur Saison 2021/22 verließen mehrere Stammspielerinnen, wie Magdalena Gryka, Sophie Dreblow und Annegret Hölzig, die Mannschaft. Zudem wechselte auch Trainer Benedikt Frank zum Ligakonkurrenten VC Wiesbaden. Die Nachfolge übernahm der bisherige Co-Trainer Bart-Jan van der Mark, welcher aber bereits während der Saison seinen Posten räumen musste. Insgesamt konnte die Mannschaft in einer Saison, in der Covid-19 zu vielen Spielverlegungen und krankheitsbedingten Ausfällen führte, nicht an die Leistung der beiden Vorjahre anknüpfen und beendete die Saison auf dem elften Platz. Zur neuen Saison wurde mit dem Polen Łukasz Przybylak und dem bisherigen Co-Trainer Bernhard Prem einem Trainergespann die Betreuung der Mannschaft anvertraut. Am 26. Januar 2023 verkündete NawaRo Straubing, dass die 2018 in NawaRo Spielbetriebs GmbH umfirmierte Spielbetriebs-GmbH einen Insolvenzantrag stellen müsse. Der Spielbetrieb wurde vorerst fortgesetzt, musste letztendlich aber zum 30. Januar für die Saison 2022/23 eingestellt werden. Zuvor war den Spielerinnen die Möglichkeit gegeben worden, sich nach anderen Vereinen umzusehen, was NawaRo mit einem nicht mehr konkurrenzfähigen Kader zurückließ.
Nach der abermaligen Insolvenz der Spielbetriebs-GmbH zog sich der bisherige Trägerverein FTSV Straubing aus dem Projekt zurück. Neuer Trägerverein wurde der NawaRo Straubing e. V., und dieser übernahm die gesamte leistungssportorientierte Volleyballabteilung des FTSV Straubing. Zudem wurde die Nawaro Volleyball GmbH & Co. KG  als neuer Betreiber der ersten Mannschaft gegründet. In der Saison 2023/24 startete die Straubinger Mannschaft in der neu eingeführten eingleisigen 2. Bundesliga Pro und beendete die Saison auf dem fünften Platz.

## Verein
Der NawaRo Straubing e. V. wurde 2014 unter dem Namen Förderverein des BVV-Leistungsstützpunktes FTSV Straubing e. V. gegründet und diente dem seit 2013 bestehenden bayerischen Volleyball-Leistungsstützpunkt als Förderverein. Nachdem sich der FTSV Straubing aus dem Projekt zurückzog, wandelte sich der Förderverein in einen Sportverein um, um weiter leistungssportorientierten Volleyball in Straubing anbieten zu können. In der Saison 2024/25 gibt es neben der ersten Mannschaft noch vier weitere Frauenmannschaften und mehrere Jugendmannschaften.